# Kinselektion
Kinselektion (af engelsk "kin" slægt) er en evolutionære strategi, der fremmer reproduktiv succes for en organismes slægtninge, selv til en pris for organismens egen overlevelse og reproduktion. Kinselektion er et eksempel på inkluderende tilpasning, som supplerer antallet af eget afkom med det antal individet kan fremhjælpe ved at støtte andre individer, f. eks. søskende.
Charles Darwin diskuterede begrebet kinselektion i sin 1859 bog,The Origin of Species, hvor han reflekterede over gåden om sterile sociale insekter, såsom honningbier som efterlader reproduktion til deres søstre, begrundet ved, at en fordel for beslægtede organismer (det samme "materiel") vil betyde udviklingen af et træk, der giver fordele, men ødelægger en person på samme tid.
 Denne vanskelighed, selvom den optræder uovervindelig, er mindsket, eller, som jeg tror, forsvinder, når det erindres, at selektion kan anvendes til familien, samt enkelte individer, og kan således få den ønskede ende. Opdrættere af kvæg ønsker kødet og fedt at være godt marmoreret sammen. Et dyr, som kendetegnet er slagtet, men opdrætteren har gået med tillid til den samme bestand og er lykkedes.

 — Darwin